# Carl du Prel
Karl Ludwig August Friedrich Maximilian Alfred, em francês Carl Ludwig August Friedrich Maximilian Alfred, Barão du Prel, mais conhecido como Carl du Prel (Landshut, 3 de abril de 1839 – Heiligkreuz, 4 de agosto de 1899) foi um filósofo e estudioso do espiritismo.

## Biografia
Carl  Du  Prel fez seus primeiros estudos em Munique, e iniciou em 1858 seus estudos na universidade, logo abandonando para se dedicar á carreira militar, como era de desejo de seu pai, o Barão Maximiniano du Prel. Tornou-se oficial do Exército alemão, mas abandonou a carreira em 1872, para se dedicar à filosofia, e formou-se doutor em filosofia pela Universidade de Tübingen.
Desenvolveu sua carreira como filósofo em Munique, sendo o seu trabalho influenciado  por Immanuel Kant, e sob a orientação de Eduard von Hartmann, dedicou-se a uma aproximação entre Arthur Schopenhauer e o Darwinismo.
O livro "Animismo e Espiritismo", de Alexandre Aksakof, que refutava uma obra de Hartmann, é apontado como possível causa da conversão de Carl du Prel ao espiritismo, fato que o fez um investigador dos fenômenos espíritas, participando, juntamente com Cesare Lombroso, Giovanni Schiaparelli, Charles Robert Richet, Alexandre Aksakof, entre outros, de experimentações mediúnicas, realizadas em Milão, no ano de 1892.
Embora hoje seja considerado principalmente como uma figura obscura na história do ocultismo, em sua vida du Prel foi amplamente respeitado como cientista e filósofo. A quarta edição de A Interpretação dos Sonhos (1914), de Sigmund Freud, cita positivamente Carl du Prel como um místico e cujas conclusões são próximas a suas ideias e se aplicam a obra de Freud.

## Obras
Entre sua produção bibliográfica destacam-se:
- A Doutrina Monística da Alma
- A Psicologia Mágica
- Estudos nos Domínios das Ciências Ocultas
- O Espiritismo
- Lucidez e Ação à Distância
- A Descoberta da Alma por meio das Ciências Ocultas
- O Outro lado da Vida
- A Mística dos Gregos e Romanos
- Hartmann contra Aksakof
- Sobre o Conceito de Metafísica